# Epotele Bazamba
Epotele Bazamba (ur. 13 maja 1976) – piłkarz z Demokratycznej Republiki Konga grający na pozycji pomocnika.

## Kariera klubowa
W swojej karierze piłkarskiej Bazamba był między innymi zawodnikiem klubu AS Dragons z Kinszasy.

## Kariera reprezentacyjna
W reprezentacji Demokratycznej Republiki Konga Bazamba zadebiutował w 1997 roku. W 1998 roku zajął ze swoją kadrą 3. miejsce w Pucharze Narodów Afryki 1998. Na tym turnieju zagrał w 5 meczach: z Togo (2:1), z Tunezją (1:2), z Ghaną (1:0), ćwierćfinale z Kamerunem (1:0) i półfinale z Południową Afryką (1:2).
W 2000 roku Bazamba został powołany do kadry na Puchar Narodów Afryki 2000. Na tym turnieju rozegrał jedno spotkanie, z Gabonem (0:0).